# دهستان بالاجام
 بالاجام ، دهستانی است از توابع بخش نصرآباد و در شهرستان تربت جام استان خراسان رضوی ایران.

## جمعیت
جمعیت این دهستان بر اساس سرشماری سال ۱۳۸۵ جمعیت آن (۲٬۵۹۱خانوار) ۱۱٬۴۱۲نفر 
بوده است.